# Moonlight (pel·lícula de 2016)
Moonlight és una pel·lícula dramàtica estatunidenca del 2016 escrita i dirigida per Barry Jenkins, basada en l'obra de teatre Moonlight Black Boys Look Blue de Tarell Alvin McCraney. La pel·lícula és protagonitzada per Trevante Rhodes, André Holland, Janelle Monáe, Ashton Sanders, Jharrel Jerome, Naomie Harris i Mahershala Ali. S'ha doblat i subtitulat al català.
Filmada a Miami, Florida, començant el 2015, Moonlight es va estrenar al Festival de Cinema de Telluride el 2 de setembre de 2016. Distribuïda per A24, la pel·lícula es va llançar als Estats Units el 21 d'octubre de 2016 i ha recaptat 16 milions de dòlars a tot el món.
Moonlight va rebre molt bones crítiques després del seu llançament i es va considerada una de les millors pel·lícules del 2016, amb crítics elogiant l'actuació, la direcció, el guió, la cinematografia, el tema tractat i la banda sonora. Als 74ens Globus d'Or, la pel·lícula va guanyar el premi a millor pel·lícula dramàtica, i va estar nominada en cinc altres categories. Ha estat el primer film escrit i dirigit per un cineasta negre que guanya l'Oscar a la millor pel·lícula. També es va endur el de millor guió adaptat i millor actor secundari per Mahershala Ali.  

## Argument
Moonlight relata la vida d'un jove afroamericà en un barri conflictiu de Miami. Al llarg de tres etapes de la seva vida, la infància, adolescència i edat adulta lluitarà per trobar el seu lloc al món. Una meditació sobre la identitat, la família, l'amistat i l'amor.

## Repartiment
- Trevante Rhodes: Black (Chiron adult)
- Ashton Sanders: Chiron jove
- Alex Hibbert: Little (Chiron nen)
- André Holland: Kevin adult
- Jharrel Jerome: Kevin jove
- Jaden Piner: Kevin nen
- Janelle Monáe: Teresa
- Naomie Harris: Paula
- Mahershala Ali: Juan
- Shariff Earp: Terrence
- Patrick Decile: Terrel
- Duan Sanderson: Azu

## Producció

### Desenvolupament
Després del llançament de la seva pel·lícula de debut Medicine for Melancholy l'any 2008, Barry Jenkins va escriure diversos guions, cap dels quals va entrar en producció. El gener de 2013, la productora Adele Romanski va demanar a Jenkins que fes una segona pel·lícula. El dos van fer pluges d'idees diverses vegades cada mes a través de videoconferències, amb l'objectiu de produir una pel·lícula de baix pressupost "cinemàtica i personal". Jenkins va conèixer l'obra de Tarell Alvin McCraney, In Moonlight Black Boys Look Blue, a través del col·lectiu artístic Borscht a Miami. Després de discussions amb McCraney, Jenkins va escriure el primer esbós de la pel·lícula durant una visita d'un mes a Brussel·les, decidint partir la peça original en tres capítols, mantenint els aspectes homosexuals en honor de la història de McCraney. Moltes característiques de la pel·lícula reflectien les joventuts de Jenkins i McCraney, ja que tots dos van créixer a Liberty Square i tenien mares amb addiccions a drogues.
Jenkins va buscar finançament per la pel·lícula durant el 2013, reeixint després de compartir el guió amb els executius de Plan B Entertainment al Festival de Cinema de Telluride. Dede Gardner i Jeremy Kleiner de Plan B Entertainment van produir la pel·lícula, i A24 van decidir finançar-la i encarregar-se de la distribució mundial de la pel·lícula, marcant la primera producció de la companyia.

### Càsting
Actors diferents van fer els papers de Chiron i Kevin en cada capítol de la pel·lícula. Ashton Sanders va fer el paper de Chiron adolescent; Alex Hibbert i Jaden Piner van fer els papers de Chiron nen i Kevin nen, respectivament, després d'un procés de selecció a Miami. Trevante Rhodes, inicialment, es va presentar pel paper de Kevin, però acabà tenint el paper de Chiron adult.
André Holland havia actuat anteriorment en obres de McCraney, i havia llegit la peça In Moonlight Black Boys Look Blue una dècada abans del llançament de la pel·lícula. A Holland li agradà el paper de Kevin adult després de llegir el guió de la pel·lícula, dient que "[El guió] era la millor cosa que he llegit mai."
Naomie Harris inicialment no volia fer el paper de Paula, dient que no volia interpretar una descripció estereotípica d'una dona negra. Abordant els dubtes de Harris, Jenkins va emfasitzar que el personatge representava la seva mare i la de McCraney. Harris va comentar posteriorment que havia fet una promesa de no interpretar drogaddictes, però que el guió de la pel·lícula i la tolerància del director li van agradar. Per preparar-se pel paper, Harris va mirar entrevistes amb persones addictes a la cocaïna, i es va trobar amb dones addictes. Va relacionar les seves experiències d'assetjament amb els intents de les addictes d'escapar els traumes.
Adele Romanski va proposar que Juan fos interpretat per Mahershala Ali, que havia tingut un paper en una pel·lícula que havia produït anteriorment, Kicks. Jenkins tenia dubtes quan va agafar Ali a causa del seu paper com a Remy Danton a House of Cards; tanmateix, va quedar convençut després de veure la varietat de personatges que podia interpretar i com entenia el seu personatge. Ali va considerar el paper una oportunitat per representar un mentor afroamericà, i es va basar en les seves experiències de "créixer amb un Juan". Es va enviar el guió a Janelle Monáe, i immediatament va connectar amb el seu paper com a Teresa, comentant que ella també havia tingut familiars amb problemes similars relacionats amb drogues i identitat sexual.

### Filmació i postproducció

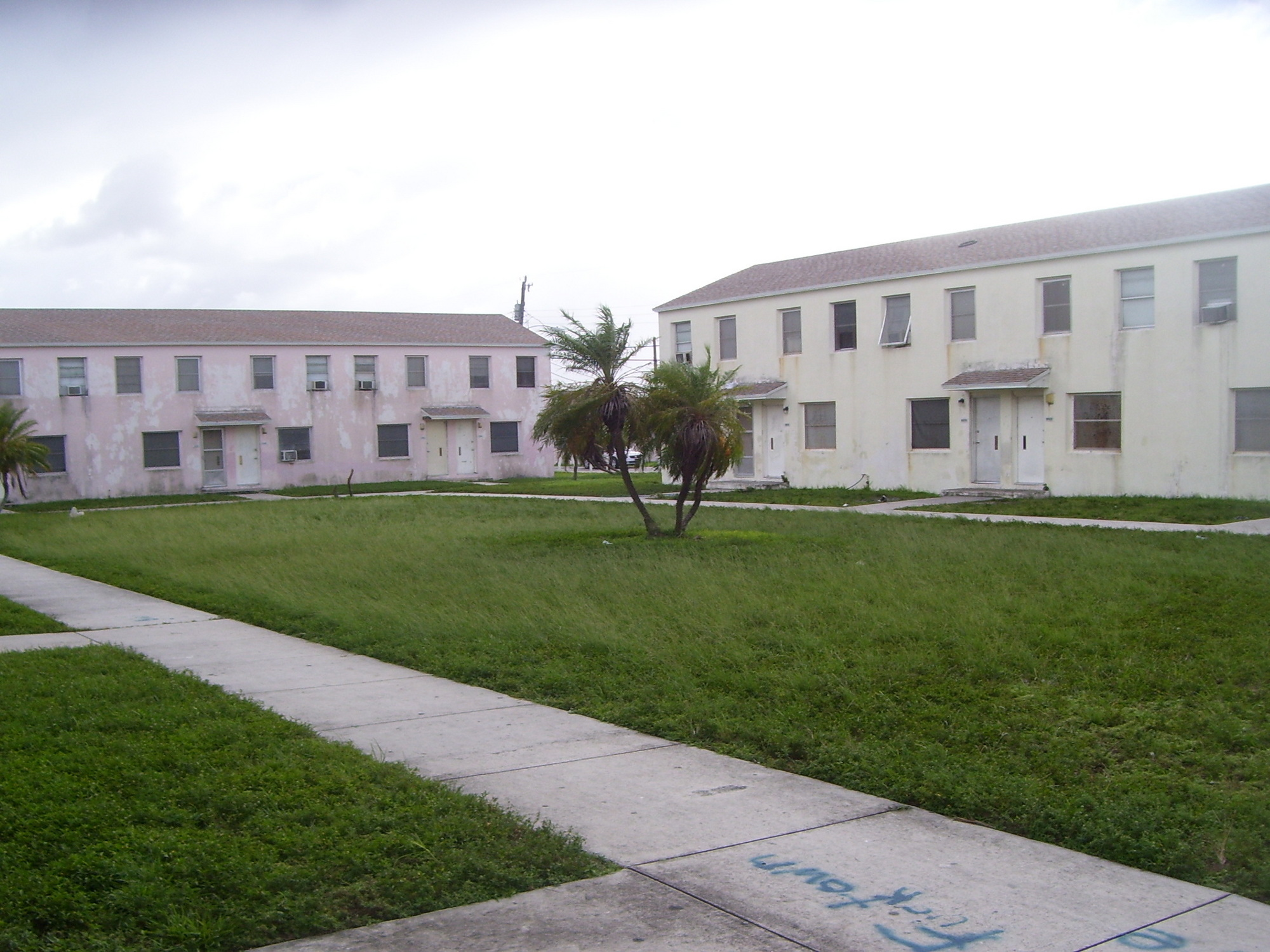
Part de la pel·lícula es va gravar al projecte d'allotjament de Liberty Square

La filmació va començar el 14 d'octubre de 2015, a Miami, Florida. Després de buscar llocs a Miami amb Romanski, Jenkins va esforçar-se a filmar en llocs on havia viscut prèviament. Liberty Square, un projecte d'allotjament situat al barri de Liberty City, fou escollit com un dels llocs primaris, ja que tant McCraney com Jenkins van créixer a l'àrea. La pel·lícula es va gravar sense problemes, ja que Jenkins tenia familiars que vivien a la zona, tot i que els actors i la resta de l'equip estaven escortats per la policia. Naomie Harris va comentar posteriorment:
| « | Era la primera vegada que algú havia anat a la seva comunitat i la volia representar a la pantalla, i com que Barry Jenkins havia crescut en aquella zona, hi havia un sentit d'orgull i aquest desig de donar-li suport. Senties aquest amor de la comunitat que no he sentit en cap altre lloc del món, i era molt estrany perquè passava en un lloc on la gent esperava tot el contrari. | » |

Mentre filmaven, Jenkins es va assegurar que els tres actors que interpretaven Chiron no es coneguessin entre ells fins acabat el rodatge, per tal d'evitar que s'imitessin entre ells. Conseqüentment, Rhodes, Sanders i Hibbert van filmar en períodes de dues setmanes separats. Mahershala Ali anava a Miami sovint per filmar mentre es produïen altres projectes. Naomie Harris va gravar totes les seves escenes en tres dies sense assajos, mentre que André Holland va filmar totes les seves escenes en cinc dies.
Jenkins va treballar amb el cinematògraf i amic James Laxton, que havia gravat Medicine for Melancholy. Els dos van decidir evitar que tingués aspecte de documental, i van filmar la pel·lícula en CinemaScope en una càmera digital Arri Alexa, que renderitzava millor la tonalitat de la pell. Amb el colorista Alex Bickel, van aconseguir això encara més creant un etalonatge que incrementava el contrast i saturació, preservant el detall i el color. Com a resultat, els tres capítols de la pel·lícula es van dissenyar per imitar diferents tipus de pel·lícula fotogràfica. La primera part simulava la pel·lícula Fuji per intensificar els colors de la pell dels actors. La segona part imitava la pel·lícula Agfa, que afegia cian a les imatges, mentre que la tercera feia servir una pel·lícula Kodak modificada.
La pel·lícula fou editada Los Angeles per Joi McMillon i Nat Sanders, antics companys d'universitat de Jenkins.

### Música
Nicholas Britell va compondre la banda sonora de Moonlight. Britell va aplicar la tècnica chopped and screwed de remixos de hip hop a música d'orquestra, produint una "banda sonora fluïda, amb importància del baix." La banda sonora, llançada el 21 d'octubre de 2016, està formada per divuit cançons originals de Britell, juntament amb altres de Goodie Mob, Boris Gardiner i Barbara Lewis.

### Càmera
La càmera utilitzada en la major part de la pel·lícula és la ARRI Alexa XT en ProRes 444 amb unes lents anamòrfiques Vantage Hawk Scope i Kowa. Aquestes lents utilitzades amb la càmera Alexa influeixen sobretot en el punt de vista en que volien l'equip de producció presentar la pel·lícula, una història intimista presentada a gran escala. Altres lents anamòrfiques que utilitza són les Hawk V-Lite que ajuden a amplificar l'estat emocional dels personatges.
Cada acte dels tres que presenten les etapes de la vida de Chiron, té el seu propi LUT amb diferents sentiments representats en ells. La primera part presenta una càmera estable, la segona s’utilitza una càmera portada per una persona, s’utilitza molt l’EasyRig, i l’últim acte utilitza una màquina anomenada Fisher Model 10.

### Il·luminació
Respecte la il·luminació, s’utilitzen tècniques diferents al llarg del film. Fan servir làmpades LED amb RGB per tal de canviar temperatures de color segons els interiors o els exteriors de nit. Molta part de la producció en interior va ser feta utilitzant panels Lite Mat de LiteGear, que segons el director de fotografia de la pel·lícula James Laxton, eren molt útils per la seva lleugeresa i per ser regulables. Aquests llums van ser útils sobretot perquè la Moonlight va ser rodada sobretot en espais reals i no platós.
Per l’aspecte de la pell dels personatges, segons diu Laxton, han utilitzat oli, un material molt diferent al que s’utilitza en el cinema. Habitualment es sol utilitzar pols per la pell per tal de disminuir la llum, un aspecte molt comú en les pells blanques. Tot i això, Laxton preté simular la humitat que hi ha a Miami sobre la pell fosca.
Alguns fotògrafs que han inspirat la imatge de Moonlight són Henry Roy o Viviane Sassen, sobretot en l'elecció de colors. Concretament es pot veure un exemple en l'escena de la classe de nadar en el mar on hi ha un gran contrast de colors amb el blau cristal·lí del mar.

## Llançament
La pel·lícula va estrenar-se al Festival de Cinema de Telluride el 2 de setembre de 2016. També es va projectar al Festival de Cinema Internacional de Toronto el 10 de setembre de 2016, el Festival de Cinema de Nova York el 2 d'octubre de 2016, i al Festival de cinema de Londres el 6 d'octubre de 2016. La pel·lícula es va llançar en alguns cinemes el 21 d'octubre de 2016, abans de fer un llançament sencer el 4 de novembre de 2016. El llançament sencer al Regne Unit es farà el 17 de febrer de 2017.

### Recepció crítica
Moonlight ha rebut elogis unanims de crítics per la seva direcció, actuació, guió, cinematografia, tema tractat i banda sonora. A Rotten Tomatoes, la pel·lícula té un percentatge d'aprovació del 99% amb 202 crítiques, amb una puntuació mitjana de 9/10. El conses crític de la web diu que "Moonlight fa servir la història d'un home per oferir una mirada excepcional i brillantment creada a vides que es veuen massa poc sovint als cinemes." A Metacritic, la pel·lícula té una puntuació de 99 sobre 100, basant-se en 48 crítiques, indicant "aclamació universal". És la segona pel·lícula millor puntuada del segle XXI a la pàgina, després de Boyhood.
David Rooney de The Hollywood Reporter va valorar positivament Moonlight després de la seva estrena al Festival de cinema de Telluride de 2016. Va elogiar les actuacions dels actors i la cinematografia de James Laxton, dient que era "fluïda i seductora, enganyosament dolça, i gravada amb una compassió mordaç." Rooney va concloure escrivint que Moonlight "arribarà al cor de qualsevol persona que hagi lluitat amb la identitat, o per trobar connexions en un món solitari." En una crítica positiva per Time Out New York, Joshua Rothkopf va donar a Moonlight cinc estrelles de cinc, elogiant la direcció de Barry Jenkins i aplaudint la pel·lícula com a "sense dubte, la raó per la qual anem al cinema: per entendre, per apropar-nos, per sentir dolor, amb sort amb una altra persona."
Brian Formo de Collider.com va donar a Moonlight una puntuació de 'B', aplaudint les actuacions i la direcció però afirmant que la pel·lícula "és més personal i important que no pas bona." De manera similar, Jake Cole de Slant Magazine va elogiar l'actuació, però va criticar el guió, dient que "bona part de la pel·lícula sembla antiga." A The Verge, Tasha Robinson va lamentar els detalls del guió omesos entre els tres actes de la pel·lícula, però va escriure que "el que sí que hi ha a la pel·lícula és inoblidable."
Mentre comentava la pel·lícula després de la seva projecció al Festival de Cinema Internacional de Toronto de 2016, Justin Chang de Los Angeles Times va descriure Moonlight com a "molt romàntica i estranyament sàvia", creient que la pel·lícula podria aconseguir algun Oscar. Chang va escriure que "[Barry Jenkins] va fer una pel·lícula que demana que l'espectador miri més enllà de l'aparença exterior i els significants superficials d'identitat de Chiron, escalant per estereotips familiars per desmantellar-los silenciosament des de dins... [Moonlight] no diu gaire. Ho diu tot."

## Nominacions i premis
Va ser la guanyadora de la 26 edició dels Gotham Awards de cinema independent, emportant-se el premi a la millor pel·lícula, millor repartiment i millor guió. Als Premis Globus d'Or va rebre sis nominacions, aconseguint el guardó a millor film dramàtic. Millor pel·lícula internacional independent als Premis British Independent Film 2016.
Va ser nominada a vuit Oscars, entre els quals destaquen millor pel·lícula, millor director, millor actor secundari i millor actriu secundària., guanyant el de millor pel·lícula, millor guió original i millor actor secundari per Mahershala Ali.    